# زوي سالدانيا
زوي سالدانا (بالإنجليزية: Zoe Saldana)‏ ممثلة أمريكية من مواليد 19 يونيو 1978. لعبت دور البطولة في فيلم أفاتار وحراس المجرة.

## النشأة
ولدت زوي في باسيك، نيو جيرسي. والدها أريديو سالدانيا من الدومينيكان، في حين أن والدتها أساليا نازاريو، من بورتوريكو. سالدانا لديها أيضا جذور لبنانية وهايتية. وفيما يتعلق بهويتها العرقية، صرحت سالدانا: «لا توجد طريقة واحدة لتكون أسود. أنا سوداء بالطريقة التي أعرف بها كيف أكون». قضت معظم طفولتها المبكرة في مرتفعات جاكسون في نيو يورك. تربت على الحديث بلغتين ولهذا هي تتحدث الإنجليزية والإسبانية. لديها شقيقتان سيسلي وماريل. توفي والدهما في حادث سيارة عندما كانت زوي في التاسعة من عمرها، وبالتالي انتقلت والدتهما مع الأطفال إلى جمهورية الدومينيكان.
اكتشفت زوي حبها للرقص في جمهورية الدومينيكان وسجّلت في أكاديمية إيكوسيكو دي دانزا. درست أشكال مختلفة من الرقص، ولكنها تصف الباليه بشغفها الأول. أخبرت فانيتي فير أنها تركت الباليه لأنها لم «تمتلك الموهبة». عادت العائلة إلى نيويورك بعد سنتها الثانية في المدرسة الثانوية. في عام 1995، بدأت التمثيل مع فرقة مسرح الوجوه في بروكلين، والتي وضعت مسرحيات موجهة نحو توفير رسائل إيجابية للمراهقين عبر مواضيع تتعامل مع قضايا مثل تعاطي المخدرات وجنس المراهقين. وفي الوقت نفسه، قدمت عرضًا مع مسرح نيويورك للشباب. ظهورها في مسرحية جوزيف ودريم كوت المدهش قاد وكالة المواهب لتوظيفها. ساعد تدريبها السابق في الرقص، وتجربتها في التمثيل، على الحصول على دورها الأول، حيث لعبت دور راقصة الباليه الموهوبة إيفا رودريغيز في فيلم مركز المسرح عام 2000.

## أعمالها

### أفلام
| السنة | العنوان                               | العنوان                                                | الدور        |
| السنة | بالعربية                              | بالإنجليزية                                            | الدور        |
| ----- | ------------------------------------- | ------------------------------------------------------ | ------------ |
| 2002  | طرق متقاطعة                           | Crossroads                                             | كيت          |
| 2002  | درملاين                               | Drumline                                               | ليلا         |
| 2003  | قراصنة الكاريبي: لعنة اللؤلؤة السوداء | Pirates of the Caribbean: The Curse of the Black Pearl | أناماريا     |
| 2004  | ذا ترمينال                            | The Terminal                                           | دلوريس توريس |
| 2005  | خمن من                                | Guess Who                                              | تيريسا جونز  |
| 2008  | نقطة أفضلية                           | Vantage Point                                          | انجي جونز    |
| 2009  | ستار تريك                             | Star Trek                                              | نيتا أوهورا  |
| 2009  | أفاتار                                | Avatar                                                 | نيتيري       |
| 2010  | اللصوص                                | Takers                                                 | ليلي يانسن   |
| 2011  | كولومبيانا                            | Colombiana                                             | كاتاليا      |
| 2013  | ستار تريك إلى الظلام                  | Star Trek Into Darkness                                | اوهورا       |
| 2013  | خارج الفرن                            | Out of the Furnace                                     | لينا تايلور  |
| 2014  | حراس المجرة                           | Guardians of the Galaxy                                | غامورا       |
| 2016  | ستار تريك بيوند                       | Star Trek Beyond                                       | اوهورا       |
| 2016  | يعيش ليلا                             | Live by Night                                          | غراسيلا      |
| 2017  | حراس المجرة 2                         | Guardians of the Galaxy Vol. 2                         | غامورا       |
| 2018  | المنتقمون: الحرب اللانهائية           | Avengers: Infinity War                                 | غامورا       |
| 2019  | المنتقمون: نهاية اللعبة               | ' 'avengers endgame' '                                 | غامورا       |

## الجوائز والترشيحات
| قائمة الجوائز والترشيحات | قائمة الجوائز والترشيحات            | قائمة الجوائز والترشيحات | قائمة الجوائز والترشيحات | قائمة الجوائز والترشيحات | قائمة الجوائز والترشيحات |
| السنة                    | الجائزة                             | الفئة                    | المستلم                  | النتيجة                  | م.                       |
| ------------------------ | ----------------------------------- | ------------------------ | ------------------------ | ------------------------ | ------------------------ |
| 2025                     | جوائز الأكاديمية البريطانية للأفلام | أفضل ممثلة مساعدة        | إيميليا بيريز            | فوز                      | [ 20 ]                   |

## مواقع خارجية
- زوي سالدانا على موقع IMDb (الإنجليزية)
- زوي سالدانا على موقع ميتاكريتيك (الإنجليزية)
- زوي سالدانا على موقع الموسوعة البريطانية (الإنجليزية)
- زوي سالدانا على موقع روتن توميتوز (الإنجليزية)
- زوي سالدانا على موقع مونزينجر (الألمانية)
- زوي سالدانا على موقع قاعدة بيانات الأفلام العربية
- زوي سالدانا على موقع ألو سيني (الفرنسية)
- زوي سالدانا على موقع ميوزك برينز (الإنجليزية)
- زوي سالدانا على موقع تيرنر كلاسيك موفيز (الإنجليزية)
- زوي سالدانا على موقع أول موفي (الإنجليزية)